# بهمن میرزا بهاءالدوله

فرزندان فتحعلی‌شاه، از راست به چپ:بهمن میرزا بهاءالدوله، سیف‌الله میرزا، علیقلی میرزا اعتضادالسلطنه، کیومرث میرزا، محمدولی میرزا

نوادگان بهمن میرزا و سیف‌الله میرزا. ردیف اول از راست به چپ: امان‌الله میرزا ضیاءالدوله، سرتیپ سیف‌الدین میرزا، یدالله میرزا، امان‌الله جهانبانی (طفل) ردیف دوم از راست به چپ: یکی از خویشاوندان بهاءالدوله، جهانسوز میرزا، میرداماد (با سرداری ترمه)، محمد مصدق (جوان با لباس سفید) ردیف سوم از راست به چپ: تاج‌الدین میرزا پسر کیومرث میرزا عمیدالدوله، ساسان میرزا بهاءالدوله، فریدون میرزا (با ریش سفید)، عبدالحسین میرزا فرمانفرما، جمشید میرزا، جهانگیر میرزا پسر سیف‌الله میرزا

بهمن میرزا ملقب به بهاءالدوله (۲۳ شوال ۱۲۲۶ برابر با نوامبر ۱۸۱۱−؟) پسر سی و هفتم فتحعلی‌شاه و برادر تنی سیف‌الله میرزا بود. در تولد او آمده است :" گنجور خزانه شوکت و جلال، مقالید ابواب دولت و اقبال، نواب بهمن میرزا در شب یکشنبه، بیست و سیم شهر شوال المکرم سنه هزار و دویست و بیست و شش، از خزانه غیب، لولوء وجودش رونق ده بحر هستی آمد".
مادر بهمن میرزا گلبدن خانم خازن‌الدوله از زنان محبوب و خزانه‌دار حرم فتحعلی‌شاه بود.
بهمن میرزا در زمان سلطنت پدرش حاکم استرآباد بود و این خطه را با نیابت مهدی‌قلی‌خان قاجار دولو اداره می‌کرد. در سال ۱۲۵۲ هجری قمری (۱۸۳۶ میلادی) بر اثر شکایات مردم کاشان از حکومت عباسقلی معتمدالدوله جوانشیر به حکومت آن شهر برگزیده شد. اما محمدشاه در همان سال او را برکنار و مصطفی‌خان سمنانی را حاکم کاشان کرد. از آن پس بهمن میرزا در رکاب شاه بود تا در سال ۱۲۵۴ به جای خانلر میرزا حاکم یزد شد. او در این مقام کوشید آقاخان را که در کرمان شورش کرده بود، سرکوب کند. آقاخان به مهریز گریخت و در کالمند با سپاه بهاءالدوله که توسط مصطفی‌خان سمنانی فرماندهی می‌شد رودرو شد و شکستش داد. در نتیجه بهمن میرزا به یزد فرار کرد و آقاخان به کرمان بازگشت.
بهمن میرزا به جمع‌آوری کتب علاقه‌مند بود. او همچنین خاطراتی نوشته است که حاوی نکاتی از تاریخ قاجار است.

## فرزندان
بهمن میرزا صاحب چهار پسر و دو دختر بود. نوادگان او نام خانوادگی جهانسوزی بر خود نهادند. یکی از دختران او حاجیه همایون سلطان (هما) خانم به ازدواج قهرمان میرزا پسر عباس میرزا درآمد و صاحب پسری شد، کیومرث میرزا عمیدالدوله که احترام‌الدوله دختر محمدشاه را به زنی گرفت. حاجیه هماخانم پس از فوت قهرمان میرزا، با فیروز میرزا فرمانفرما پسر دیگر عباس میرزا ازدواج کرد و صاحب فرزندانی شد، از جمله عبدالحسین میرزا فرمانفرما.
ساسان میرزا، یکی از پسران بهمن میرزا، لقب بهاءالدوله داشت و به لَلِگی معین‌الدین میرزا ولیعهد ناصرالدین‌شاه که مادرش خجسته خانم تاج‌الدوله دختر سیف‌الله برادر بهمن میرزا بود، منصوب شده بود.
آهو جهانسوز شاهی (سارا شاهی) مُدل و بازیگر ایرانی ساکن آمریکا از نوادگان بهمن میرزا می باشد.